# Tetrastichus dipterae
Tetrastichus dipterae är en stekelart som först beskrevs av Jean Risbec 1956.  Tetrastichus dipterae ingår i släktet Tetrastichus och familjen finglanssteklar. Inga underarter finns listade i Catalogue of Life.